# Spicara nigricauda
Spicara nigricauda es una especie de peces de la familia Centracanthidae en el orden de los Perciformes.

## Morfología
• Los machos pueden llegar alcanzar los 20 cm de longitud total.

## Distribución geográfica
Se encuentra desde Ghana hasta Angola.